# Anton Landgraf
Anton Landgraf (* 22. Februar 1964 in Aalen; † 9. Juli 2023 in Berlin) war ein deutscher Soziologe, Journalist, Blogger, Menschenrechtsaktivist und Fotograf, der vor allem durch seine Arbeit für die Menschenrechtsorganisation Amnesty International bekannt wurde.

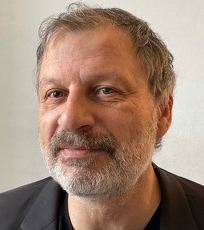
Anton Landgraf

## Leben
Landgraf wuchs in Aalen am Rande der Schwäbischen Alb auf, wo er das Theodor-Heuss-Gymnasium besuchte. Als Vierzehnjähriger leitete er die Ortsgruppe der Menschenrechtsorganisation Amnesty International in Aalen und engagierte sich unter anderem für die Freilassung politischer Häftlinge in Lateinamerika. Ein weiteres Anliegen waren ihm damals auch die Haftbedingungen für die Mitglieder der linksterroristischen Rote Armee Fraktion.
1983 legte er sein Abitur ab und studierte anschließend in Freiburg im Breisgau und Berlin Soziologie, Geschichte, Wirtschaftspolitik und Psychologie. Zwischenzeitlich unterbrach er sein Studium, um ein Jahr lang in Brasilien zu leben und vor Ort zur Landlosenbewegung zu recherchieren, über die er dann auch seine Diplomarbeit in Soziologie schrieb.
1990 zog er nach Berlin, arbeitete als Journalist für die Deutsche Lehrerzeitung und war anschließend als Redakteur der 1997 gegründeten Wochenzeitung Jungle World für das (von ihm initiierte) Euro-Ressort und die Themen-Seiten zuständig. Zeitweise war er Chef vom Dienst.
2003 begann Landgraf als Fachreferent Länder und Asyl – Regionalstelle Amerikas bei der deutschen Sektion von Amnesty International. 2004 wechselte er als verantwortlicher Redakteur zum Amnesty Journal, das er grundlegend reformierte. Im Jahr 2015 übernahm er bei Amnesty Deutschland die Teamleitung im Bereich Presse und Publikationen, der 2016 mit dem Bereich Online-Publikationen zu „Presse, Online, Publikationen“ (POP) fusioniert wurde. Damit leitete Landgraf eines der größten Teams im deutschen Sekretariat von Amnesty International.
Landgraf war seit 2004 verheiratet mit der Berliner Schriftstellerin und Journalistin Tanja Dückers. 2009 wurde ihr gemeinsamer Sohn geboren. Nachdem er sich noch kurz zuvor an einem Treffen der deutschsprachigen Amnesty-International-Angehörigen in Wien beteiligt hatte, erlag Anton Landgraf am 9. Juli 2023 den Folgen eines Herzinfarktes.

## Publizistische Tätigkeit
Neben seiner Tätigkeit für Amnesty International veröffentlichte Landgraf Artikel, Kommentare und Essays vor allem in der Wochenzeitung Jungle World, für die er rund 500 Mal tätig wurde, sowie in der luxemburgischen Wochenzeitung Woxx. Sein Themenspektrum umfasste Europapolitik, Bildung, Managementformen, Reisen, Außenpolitik, Faschismus, neue rechte Ideologien und Künstliche Intelligenz; vor allem mit Letzterer setzte er sich kritisch auseinander. Ein weiteres Anliegen waren ihm der Antisemitismus, auch in seiner israelbezogenen Form, und die in dieser Hinsicht von ihm bei der politischen Linken verorteten blinden Flecken, womit er eine Debatte bei Amnesty International Deutschland anstieß.

## Auszeichnungen
Für das Amnesty Journal erhielt er mehrere Auszeichnungen:
- Best of Corporate Publishing – Gold (2006), Silber (2009, 2010, 2011)
- International Corporate Media Award – Gold (2011, 2021), Silber (2014, 2017, 2019), Bronze (2012, 2013), Best of Decade 2021 (mit Anderen)

## Publikationen (Auswahl)
- Bankenpleite in den USA: Kulturkampf im Finanzsektor. Woxx, 2023.[5]
- Das schwarze Loch mit Leninbüste. Realsozialistischer Kult und geschäftstüchtige Oligarchie in Transnistrien. Woxx, 2008.[6]
- Der Letzte macht das Licht aus – 20 Jahre Europa: Die Krise der EU und warum Deutschland nicht Teil der Lösung ist. Jungle World, 2017.[7]
- Vertraue niemandem. Jungle World, 2022.[8]
- mit Tanja Dückers: 
  - Liebes Krakau. Ruth Fruchtman und ihr Verhältnis zu Polen. Jüdische Allgemeine, Berlin 2006.[9]
  - Künstlerunternehmer: Von der Kulturindustrie zur Kreativwirtschaft. In: Unternehmertum. Vom Nutzen und Nachteil einer riskanten Lebensform. Hrsg. Ludger Heidbrink, Peter Seele, Campus-Verlag, Frankfurt am Main 2010, ISBN 978-3-593-39213-4.
  - Das süße Berlin. Die Schokoladenseiten der Hauptstadt. Insel Verlag, Berlin 2021
  - Wir sind so frei. Selbstausbeutung bei Freiberuflern in kreativen Arbeitsfeldern. In: Stadt der Sklaven. Slave City. Katalog zur Ausstellung, Hrsg. Museum Folkwang Essen, Dumont Verlag, Köln 2008.